# Elettrotreno DR ET 170
L’elettrotreno ET 170 era un tipo di elettrotreno concepito dalla Deutsche Reichsbahn per l'esercizio della S-Bahn di Berlino. Ne vennero costruiti solo due prototipi, senza arrivare mai ad una costruzione in serie.

## Storia
Negli anni cinquanta del XX secolo, il parco rotabili della S-Bahn di Berlino risultava obsoleto e di quantità insufficiente. La società esercente, la Deutsche Reichsbahn, progettò quindi un nuovo tipo di elettrotreno a quattro elementi, che nelle intenzioni avrebbe dovuto sostituire tutti i rotabili esistenti.
Vennero costruiti due prototipi, con parte meccanica costruita dalle officine di Ammendorf, e parte elettrica ricavata da vecchi treni serie 165.0-8 ritirati dal servizio. Il nuovo treno, classificato nella serie 170, venne presentato alla Fiera di Lipsia nella primavera del 1959, ed esposto nell'autunno successivo sull'Unter den Linden di Berlino, in occasione delle celebrazioni per il decennale della fondazione della Repubblica Democratica Tedesca.
Successivamente i due treni iniziarono un ciclo di prove, alternato a servizi di regolare trasporto passeggeri: l'obiettivo della Deutsche Reichsbahn era di giungere a definire un progetto unificato per i futuri treni della S-Bahn di Berlino, per i treni delle future S-Bahn dei capoluoghi distrettuali della Repubblica, per la metropolitana di Berlino e per l'esportazione.
Nel 1961 la costruzione del muro di Berlino ebbe delle importanti conseguenze per la rete S-Bahn: il fabbisogno di treni si ridusse notevolmente, e pertanto l'intero progetto venne accantonato. Nel 1963 il primo dei due prototipi venne posto fuori servizio, al fine di ricavare pezzi di ricambio per il secondo treno, che rimase in esercizio fino al 1969, servendo la tratta Ostbahnhof - Erkner. Entrambi i treni furono demoliti fra il 1973 e il 1974.

## Caratteristiche
La serie 170 era costituita di due treni di quattro elementi ciascuno (due carrozze pilota inquadranti due carrozze intermedie). La carrozza pilota era collegata alla carrozza intermedia adiacente da un carrello Jakobs portante, mentre gli altri carrelli erano motori; il rodiggio di un treno risultava pertanto Bo'2'Bo' + Bo'2'Bo'.
L'aspetto esterno del treno fu disegnato dall'Institut für Angewandte Kunst der DDR (istituto d'arte applicata della RDT), e si caratterizzava per un'inedita livrea azzurra con fascia dei finestrini grigia; da ciò derivò il soprannome “Blaues Wunder” (meraviglia blu) con cui questi treni furono noti. Il secondo treno ricevette tuttavia nel 1962 la tradizionale livrea rosso-gialla tipica della S-Bahn berlinese, e nella stessa occasione un nuovo equipaggiamento elettrico progettato dalla LEW di Hennigsdorf.